# Peña Femenina Barcelonista
El Peña Femenina Barcelonista, fue un equipo de fútbol femenino con sede en Barcelona, España, precedente del Club Femenino Barcelona. 

## Historia
Fue creado en la Navidad de 1970 por Inma Cabecerán con el objetivo de convertirse en la sección femenina del Fútbol Club Barcelona. Este jugó su primer partido bajo la denominación de Selección Ciudad de Barcelona, con uniforme de camiseta blanca, pantalones azules y medias azulgranas. Entrenado por Antoni Ramallets, estuvo integrado por Mínguez, Gimeno, Gazulla, Vilaseca, Arnau, Jaques, Mayte, Cabecerán, Llansá, Estivill, Fernández, Ortiz, Pérez, Nieto, Ros y Comas. Fue en 1971 cuando adoptaron la denominación de Peña Femenina Barcelonista y comenzaron a recibir ayudas económicas y de material por parte del F. C. Barcelona, presidido entonces por Agustí Montal Costa. Dicho dirigente accedió a patrocinar al equipo con la premisa en un futuro de incorporarlo a la estructura del club siempre y cuando tuviera éxito. Sí pudieron portar entonces los colores azulgrana de la entidad barcelonista, aunque sin el escudo, en un primer paso hacia el establecimiento del equipo femenino.